# Paipa
Paipa é um município no departamento de Boyacá, na Colômbia.